# ملک‌بال‌لی
ملک‌بال‌لی (به لاتین: Məlikballı) یک منطقه مسکونی در جمهوری آذربایجان است که در شهرستان اوجار واقع شده است. ملک‌بال‌لی ۱۳۷۲ نفر جمعیت دارد.